# Cyclanthera quinquelobata
Cyclanthera quinquelobata är en gurkväxtart som först beskrevs av Vell., och fick sitt nu gällande namn av Célestin Alfred Cogniaux. Cyclanthera quinquelobata ingår i släktet springgurkor, och familjen gurkväxter. Inga underarter finns listade i Catalogue of Life.